# Schildersmurf
Schildersmurf is een van de vaste personages uit het universum van de Smurfen, bedacht door de Belgische striptekenaar Peyo. Hij komt zowel voor in de oorspronkelijke stripserie van Peyo als in de hierop gebaseerde tekenfilms. Hij is een Smurf die veel schildert.
In de stripreeks is Schildersmurf een gewone Smurf die soms een schildersschort aan heeft. In de tekenfilmserie is hij ook herkenbaar aan zijn muts, die wat schuiner staat dan bij andere Smurfen. Hij praat er in de Nederlandse versie met een Frans accent, net als in de Engelse en Duitse versie. Hij bedient zich ook geregeld van Franse woorden, zoals merci en oui.
De originele stem van Schildersmurf in de tekenfilmserie werd ingesproken door Bill Callaway. In de nagesynchroniseerde Nederlandse versie daarvan werd de stem van Schildersmurf eerst ingesproken door Frans van Dusschoten, en daarna door Fred Meijer en Bram Bart. De stem van Schildersmurf voor de film De Smurfen uit 2011 werd ingesproken door Thijs van Aken.

## Schildersmurf in andere talen
- Engels: Painter Smurf